# Abilene (film)
Abilene è un film statunitense del 1999 diretto da Joe Camp III.
È un film drammatico con Ernest Borgnine, Kim Hunter e James Morrison.

## Produzione
Il film, diretto e sceneggiato da Joe Camp III, fu prodotto da Tom Gamble e David B. Householter per Clear Stream Pictures e Farmland Pictures e girato a Abilene, Odessa, Pampa, Shamrock e Wheeler, nel Texas dall'aprile al giugno del 1998.

## Distribuzione
Il film fu distribuito negli Stati Uniti dal 13 marzo 1999 (première).